# Gesternova
Gesternova S.A. és una empresa elèctrica espanyola fundada l'any 2005, a Madrid. El seu president és José María González Vélez. Va ser la primera empresa a comercialitzar exclusivament energia 100% renovable a l'estat espanyol, el 25 de juny de 2008.
La iniciativa per fer aquesta empresa va sorgir de la Asociación de Productores de Energías Renovables (APPA, de la qual José Maria Gonzàlez Vélez ha estat també president) i de la mà de Factorenergia (la primera empresa elèctrica nascuda en el mercat liberalitzat), amb l'objectiu d'aglutinar la venda d'energia generada pels vora de 300 productors minoritaris de l'associació. Gesternova desenvolupa dues activitats complementàries: d'una banda la representació de productors d'energia exclusivament renovable davant de Red Eléctrica de España (REE), Comisión Nacional de los Mercados y la Competencia (CNMC) i l'Operador del Mercado Eléctrico (OMIE); de l'altra, la comercialització d'energia exclusivament renovable, amb certificat d'origen del productor renovable corresponent, a particulars però també a algunes grans empreses, com SMA ibérica o Canalex.
A mitjans de 2018 Gesternova disposava de 22.000 clients, 8.000 dels quals eren particulars. El 2017 va ser la tercera comercialitzadora en volum de venta d'energia fotovoltaica i la dotzena en renovables, facturant 316,7 milions d'euros amb un benefici d'uns 550.000 euros. L'empresa, que inicialment s'havia centrat en les licitacions públiques i les empreses, té per objectiu centrar-se en el mercat domèstic a partir d'ara.